# تشارلز فيلنوف
تشارلز فيلنوف (بالفرنسية: Charles Villeneuve)‏ هو صحفي فرنسي، ولد في 19 يوليو 1941 في بيروت في لبنان.

## وصلات خارجية
- تشارلز فيلنوف على موقع ألو سيني (الفرنسية)